# Хьюсон (Калифорния)
Хьюсон (англ. Hughson) — город в округе Станисло в штате Калифорния в Соединённых Штатах Америки.
Согласно данным переписи населения США, проведённой в 2020 году, число жителей города составляло 7481 человек, что, для такого небольшого населённого пункта, существенно больше (+ 12.7%), чем было во время предыдущей переписи прошедшей в 2010 году (6640 человек).
Город имеет неофициальный титул «Персиковая столица мира».

## История
В 1882 году Хирам Хьюсон прибыл в Калифорнию в район к востоку от Церера и к северу от Денэра купив землю и в конечном итоге став владельцем 5000 акров. В знак признания его владений железная дорога Сан-Хоакин в начале 1900-х годов назвала свою местную станцию «Hughson».

Хьюсон на карте Станисло

В 1907 году Хирам Хьюсон и владелец ближайших земель Джон Тулли открыли свою землю для заселения, и по мере прибытия новых жителей район стал называться поселком Хьюсон.

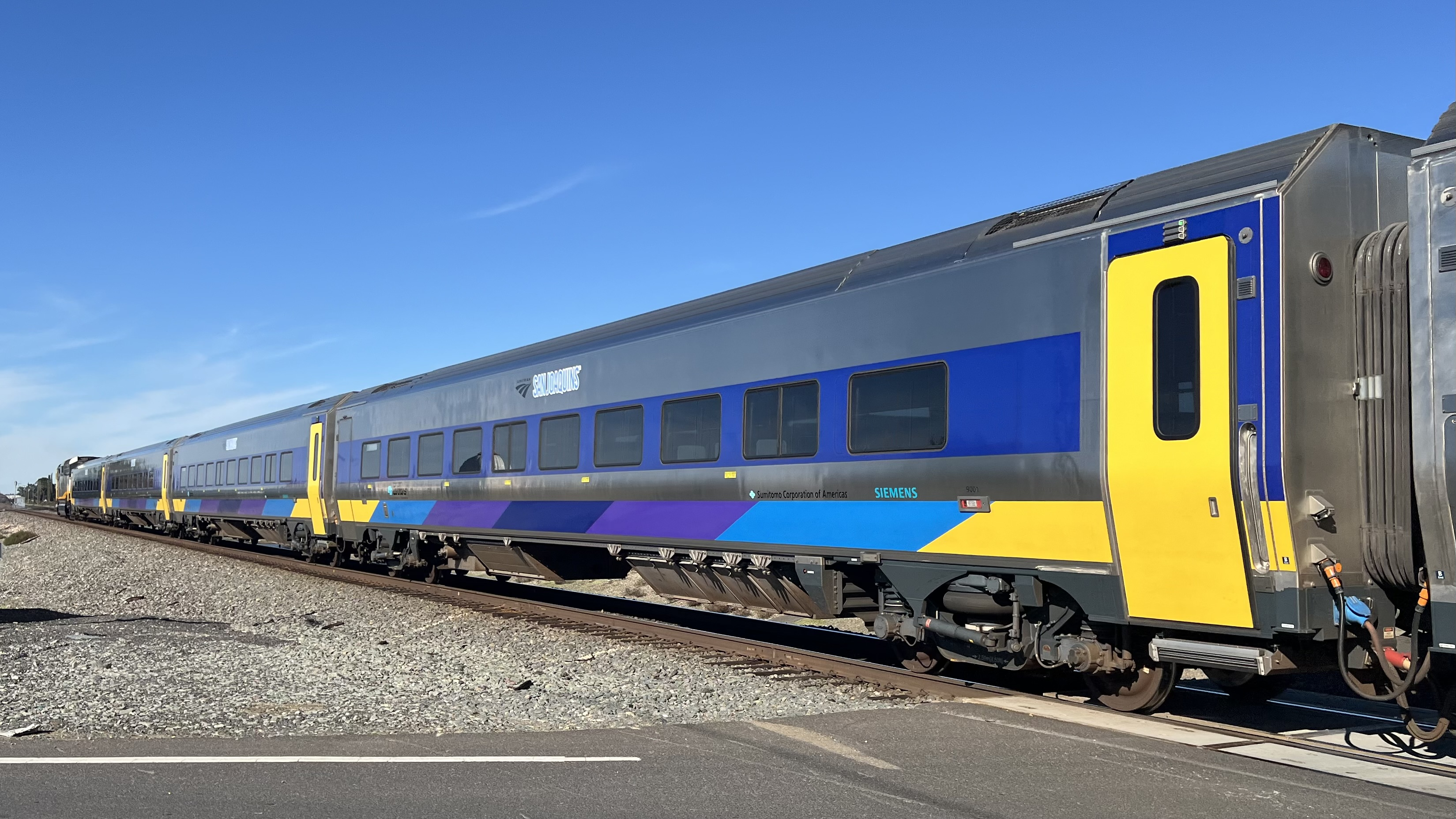
Железная дорога через город Хьюсон

Хьюсон окружен садами и долгое время был почти исключительно фермерским сообществом. Изначально он был известен своим огромным уродаем персиков, что принесло ему титул «Персиковой столицы мира». Персики больше не являются основной культурой в этом районе отдав первенство миндальным деревьям; производство миндаля в этом районе является одним из крупнейших в мире. Помимо упомянутых, культуры, выращиваемые здесь, включают грецкие орехи, нектарины, вишню, яблоки и виноград.
9 декабря 1972 года поселение было инкорпорировано и включено в реестр штата Калифорния, благодаря чему некорпоративное сообщество  официально получило статус города.
В 1983 году в Мемориальном парке Лейквуд в Хьюсоне была похоронена (рядом с мужем Джорджем) Флоренс Оуэнс Кристи-Томпсон изображённая на легендарной фотографии сделанной Доротеей Ланж —  «Мать-переселенка»; на её надгробии были выгравированы слова: «Флоренс Леона Томпсон. Мать-переселенка: легенда силы американского духа материнства».

## География
Согласно данным представленным Бюро переписи населения США, общая площадь города составляет 1,8 квадратных мили (4,7 км2) и вся эта территория приходится на сушу.